# تلویزیون وطن

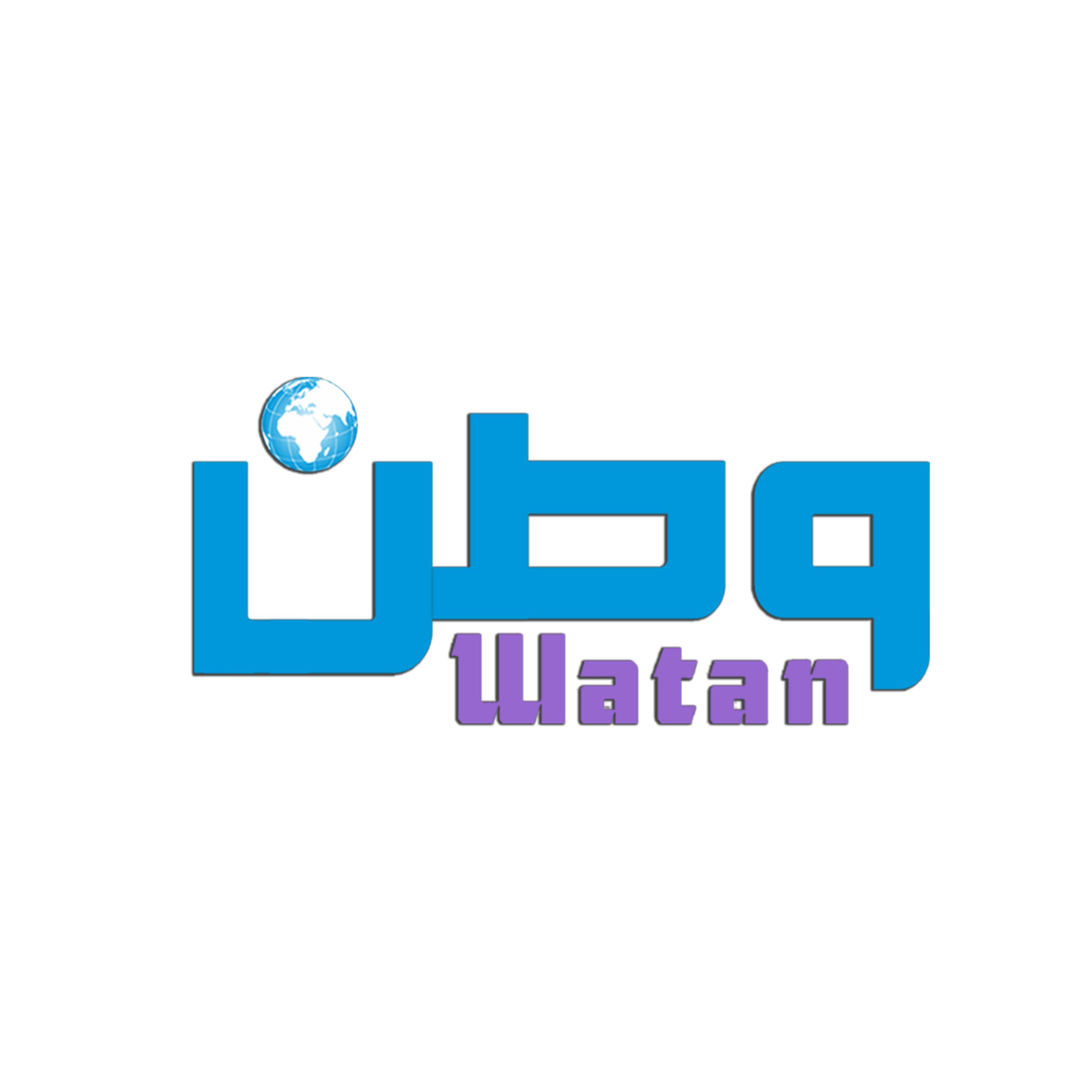

تلویزیون وطن، شبکه‌ای تلویزیونی خصوصی فعال در ولایت کابل، افغانستان با پخش ۲۴ ساعته است که در سال سال ۲۰۰۹ (میلادی) تأسیس شده‌است. همچنان این تلویزیون افزون بر ولایت کابل ولایت‌های لوگر، پروان، کاپیسا و میدان وردک را نیز تحت پوشش قرار می‌دهد.v